# Antelope Park n.º 322
Antelope Park n.º 322 es un municipio rural canadiense situado en la provincia de Saskatchewan.

## Superficie
Antelope Park n.º 322 tiene una superficie de 609,52 km².

## Demografía
En 2021, tenía 124 habitantes, una densidad poblacional de 0,2 hab./km², y 67 viviendas.